# Маровце
Маровце (алб. Maroc, Marocë, Maroci) је насеље у општини Косовска Каменица, Косово и Метохија, Република Србија.

## Становништво
| Демографија | Демографија | Демографија |
| Година      | Становника  | Становника  |
| ----------- | ----------- | ----------- |
| 1948.       | 161         |             |
| 1953.       | 135         |             |
| 1961.       | 152         |             |
| 1971.       | 142         |             |
| 1981.       | 136         |             |
| 1991.       | 118         |             |